# Marcel Schützenberger
Marcel-Paul Schützenberger (Parigi, 24 ottobre 1920 – Parigi, 29 luglio 1996) è stato un matematico e pensatore francese, che ha svolto attività di ricerca in medicina e biologia, ma è noto soprattutto per i suoi importanti contributi alla teoria dei linguaggi formali e alla combinatorica. È stato anche chiamato Marco e Schütz.
È diventato dottore in medicina nel 1949 e in matematica nel 1953, con una tesi dal titolo Contributions aux applications statistiques de la théorie de l'information. Ha trascorso un lungo periodo nell'Indonesia svolgendovi attività di volontariato medico.
Dalla fine degli anni 1950 si è occupato di linguaggi formali, collaborando in particolare con Noam Chomsky e Samuel Eilenberg.  Il teorema di Chomsky-Schützenberger, pubblicato nel 1963, stabilisce che ogni linguaggio context-free è la codifica di un linguaggio di Dyck semplice.
Ha dato un importanti contributi alla nascita dello studio dei codici di lunghezza variabile. Ha poi contribuito alla nascita della combinatorica algebrica e dello studio delle funzioni simmetriche studiando le tavole di Young e in particolare ideando il jeu de taquin.
Schützenberger è stato anche un maestro brillante e influente: tra i suoi allievi vanno ricordati, tra gli altri, Dominique Foata, Maurice Nivat, Jean-François Perrot, Maurice Gross, Jean Berstel, Robert Cori, Gérard-Xavier Viennot, André Lentin, Michel Fliess, Dominique Perrin, Jacques Arsac e Alain Lascoux.
Con l'amico David Berlinski, Schützenberger ha sviluppato una critica sul piano matematico del darwinismo, sostenendo che le mutazioni casuali richiederebbero molto più tempo di quello disponibile per produrre la speciazione che possiamo osservare.
Nel 1988 è stato nominato membro dell'Académie des sciences.